# عمر مراد
عمر مراد وكنيته أبو المجد سياسي فلسطيني. اعتبارا من عام 2015 كان مسؤولا عن الفرع السوري للجبهة الشعبية لتحرير فلسطين.